# Olibrus particeps
Olibrus particeps is een keversoort uit de familie glanzende bloemkevers (Phalacridae). De wetenschappelijke naam van de soort werd in 1861 gepubliceerd door Étienne Mulsant en Claudius Rey.